# Stanisław Lech Woronowicz

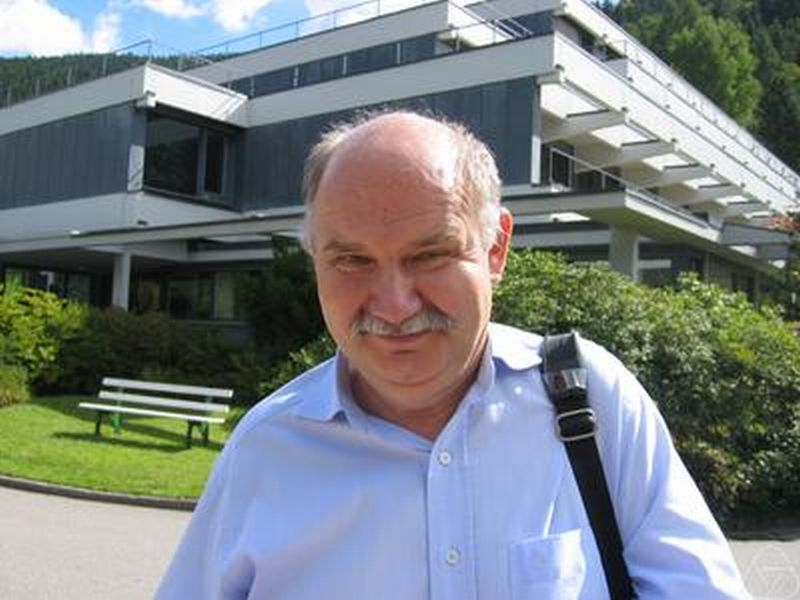
Stanislaw L. Woronowicz, Oberwolfach 2004

Stanisław Lech Woronowicz (* 22. Juli 1941 in Ukmergė) ist ein polnischer Mathematiker und Physiker.
Woronowicz wurde 1968 an der Universität Warschau promoviert, habilitierte sich dort 1972 und wurde dort 1977 Professor, mit voller Professur seit 1991. Er war 1981 bis 1984 Dekan der Physikfakultät und 1993 bis 1996 Leiter der Abteilung Mathematische Methoden der Physik. Seit 1991 ist er auch am Institut für Mathematik der Polnischen Akademie der Wissenschaften.
Er befasst sich mit Quantengruppen (er ist einer der Pioniere auf diesem Gebiet) und Operatoralgebren in Quantenmechanik und Quantenfeldtheorie. In den 1980er Jahren führte er kompakte Matrixquantengruppen ein.
Er ist seit 1991 Mitglied der Polnischen Akademie der Wissenschaften, mit voller Mitgliedschaft ab 2002. Er war Gastwissenschaftler am Institute for Advanced Study, am RIMS in Kyoto, an der ETH Zürich, am Zentrum für Interdisziplinäre Forschung in Bielefeld und am Zentrum für theoretische Physik des CNRS in Marseille.
Woronowicz war Invited Speaker auf dem Internationalen Mathematikerkongress in Warschau 1983 (Duality in C* Algebra Theory) und in Kyoto 1990 (Noncompact Quantum Groups). Er erhielt 2009 die Stefan-Banach-Medaille und er erhielt 2008 den Humboldt-Forschungspreis (mit dem er an der Universität Göttingen war).

## Schriften
- Compact Matrix Pseudogroups. In: Commun. Math. Phys. Band 111, 1987, S. 613–665
- Positive Maps of Low Dimensional Matrix Algebras. In: Rep. Math. Phys. Band 10, 1976, S. 165–183.